# Vanadium(II)-bromid
Vanadium(II)-bromid ist eine chemische Verbindung der Elemente Vanadium und Brom. Es ist ein blass-orangebrauner, kristalliner Feststoff, der bei 800 °C siedet.

## Gewinnung und Darstellung
Vanadium(II)-bromid kann durch Reduktion von Vanadium(III)-bromid mit Wasserstoff bei 400 °C gewonnen werden:
{\displaystyle \mathrm {2\ VBr_{3}+H_{2}\longrightarrow 2\ VBr_{2}+2\ HBr} }
Sie kann auch durch Bromierung von Vanadium gewonnen werden.
{\displaystyle \mathrm {V+Br_{2}\longrightarrow VBr_{2}} }

## Eigenschaften

### Physikalische Eigenschaften
Vanadium(II)-bromid ist ein hellbrauner, in der Hitze rosaroter Feststoff. Er ist hygroskopischer als Vanadium(II)-chlorid, jedoch nicht so empfindlich wie Vanadium(III)-bromid. Mit Wasser bildet es eine violette Lösung, aus der blauviolette Nadeln des Hexahydrates isoliert werden können. Es besitzt eine oktaedrische Kristallstruktur, ähnlich der von Cadmiumiodid, mit der Raumgruppe P3m1 (Raumgruppen-Nr. 164) und den Gitterparametern a =  3,768 Å, c = 6,180 Å.

### Chemische Eigenschaften
Vanadium(II)-bromid ist ein starkes Reduktionsmittel, das sogar Stickstoff in Anwesenheit von Magnesiumhydroxid zu Hydrazin reduziert.
Es löst sich in Wasser unter Bildung von [V(H2O)6]2+-Ionen:
{\displaystyle \mathrm {V^{2+}+6\ H_{2}O\longrightarrow [V(H_{2}O)_{6}]^{2+}} }